# Fluchtmutation
Eine Fluchtmutation (Escape-Mutation) ist eine Mutation im Erbmaterial eines Krankheitserregers (Pathogens), die der Immunevasion dient.

## Eigenschaften
Fluchtmutationen dienen der Umgehung einer Immunantwort durch Veränderung des Genoms eines Pathogens. Bei den nicht-stillen Mutationen in proteincodierenden Genen verändert sich das Protein, wodurch es in geringerem Umfang von den in einem Infizierten vorkommenden Immunzellen erkannt wird. Fluchtmutationen kommen gehäuft bei stärker mutierenden Pathogenen vor wie RNA-Viren. Insbesondere bei persistenten Pathogenen helfen Fluchtmutationen bei der Immunevasion, z. B. bei HIV oder HBV. Im Anschluss müssen für eine wirksame adaptive Immunantwort erst neue Immunzellen gebildet werden, die das mutierte Epitop erkennen können. Die Art einer Fluchtmutation ist bei HIV teilweise voraussagbar und abhängig von den jeweils vorhandenen MHC-I-Subtypen im Infizierten. Das mutierte Pathogen wird als Fluchtmutante bezeichnet, die Gesamtheit der Fluchtmutationen bildet eine Quasispezies.
Fluchtmutationen sind auch eine häufige Ursache für Impfdurchbrüche, so sind beim HBV spezifische Aminosäureaustausche beschrieben, die eine HBV-Infektion trotz nachweisbar hoher Konzentration von Impfantikörpern nicht verhindern können.